# 曾彥 (明朝狀元)
曾彦（1425年—1501年），字士美，江西泰和县沙村南坑人。明朝狀元。

## 生平
生于明仁宗洪熙元年（1425年）。早年屢试不第，中式應天府鄉試第九十名，明宪宗成化十四年（1478年）戊戌科會試第二百五十四名。殿試一甲一名進士（状元）。，此时曾彦已54岁，主考萬安嫌其矮醜，但又無可奈何。授翰林院修撰，二十三年二月九年秩满，命升南京翰林院侍读，支从五品俸。孝宗继位，以纂修实录，召赴京，改北翰林院侍读。弘治四年（1491年）八月以实录成，升左谕德，六年十月升南京翰林院侍读学士，仍支正五品俸，十年十月乞致仕，賜诰命。

## 著作
著有《中晚集记》。

## 家族
曾祖曾文昇。祖父曾渙宗。父亲曾廣相。前母尹氏，母蕭氏。永感下。